# Schlacht am Kilimandscharo
1914

Maziúa – Njassasee – Karonga – Sansibar – Rufijidelta – Kilimandscharo – Tanga
1915

Jassini – Bukoba – Tanganjikasee  – Saisi
1916

Oldoboro (Salaita) – Reata-Latema – Tabora Offensive (Tabora) – Kahe – Kondoa Irangi – Matamondo – Kilosa – Mlali – Dutumi – Kisaki – Kibata
1917

Behobeho – Nambanje – Kiawe Brücke – Rumbo – Mahiwa – Mahenge – Ngomano
1918

Namacurra – Lioma – Pere Hills
Die Schlacht am Kilimandscharo, auch Schlacht bei Longido, war eine militärische Auseinandersetzung zwischen Truppen des British Empire und des Deutschen Reichs während des Ersten Weltkrieges. Sie fand am 3. November 1914 bei Longido, östlich des Kilimandscharos in Deutsch-Ostafrika (heute Tansania) statt.

## Hintergrund

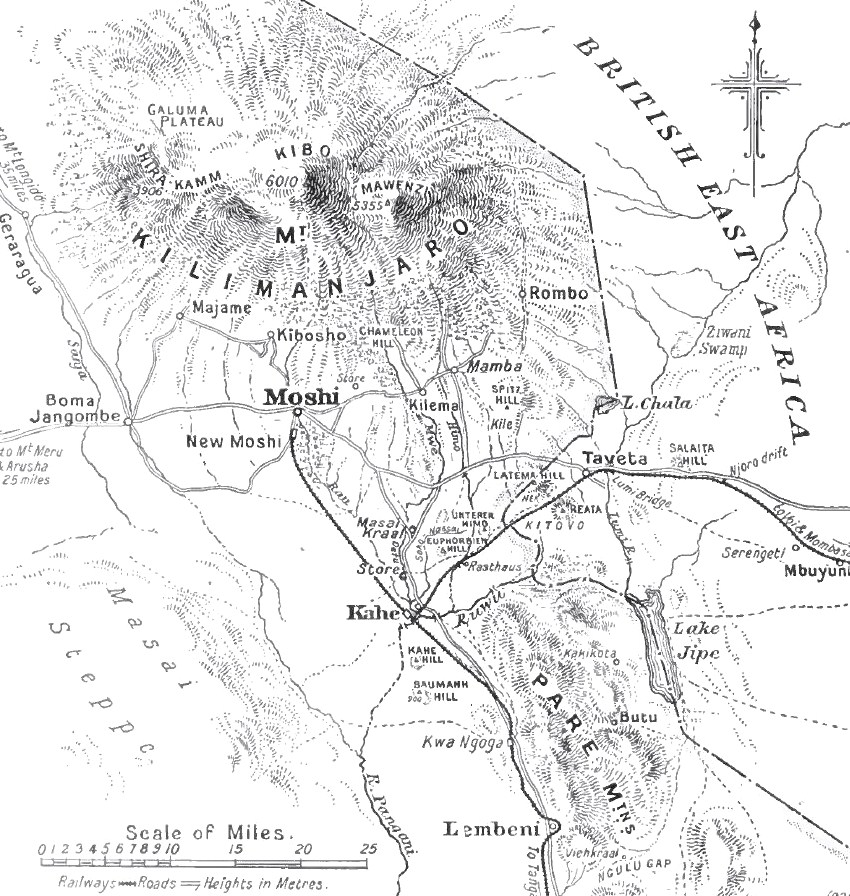
Zeitgenössische Karte. In der Mitte befindet sich die Stadt Neu Moschi, an der die Nord-Eisenbahn endete. Longido befindet sich knapp außerhalb der Karte am linken Bildrand.

Seit dem 4. August 1914 befand sich das Vereinigte Königreich mit dem Deutschen Reich im Kriegszustand. Beide Länder informierten umgehend ihre Kolonien von den Ereignissen. Obwohl die Vereinbarungen der Kongokonferenz als internationales Recht im Kriegsfall eine Neutralität der Kolonialgebiete vorsahen, traf jede Seite Kriegsvorbereitungen.
In einer in Mombasa stattfindenden Stabskonferenz entwickelten die Briten unter Major General Arthur Aitken den Plan, Deutsch-Ostafrika in einer Zangenbewegung einzunehmen. Die westliche Zangenbewegung sollte mit der Indian Expeditionary Force B mit ca. 8000 Mann Tanga einnehmen. Die nördliche Zangenbewegung sollte zeitgleich von Brigadier J. M. Stewart Richtung Kilimandscharo ausgeführt werden, um die deutsche Siedlung bei Moshi einzunehmen.
Um nach Moshi zu gelangen, musste die britische Kolonne zuvor das Dorf Longido passieren, dass zu Fuße des Mount Longido liegt, der mit einer Höhe von 2637 m einen weiten Ausblick in alle Richtungen gestattet. Longido war seit Kriegsbeginn die Ausgangsbasis für berittene deutsche Patrouillen, die Überfälle und Anschläge auf die Uganda-Bahn in Britisch-Ostafrika ausführten.
Am 2. November setzten sich die Briten in Richtung Longido in Bewegung.

## Aufstellung

### Schutztruppe
Auf deutscher Seite stand die 1. Feldkompanie (zirka 200 Mann) der Schutztruppe unter dem Befehl von Major Georg Kraut. Zusätzlich stand die berittene 7. und 8. Schützenkompanie zur Verfügung, die aus wehrpflichtigen und freiwilligen deutschen Siedlern zusammengesetzt war. Major Kraut hatte zirka 600 Mann sowie einige Maschinengewehre zur Verfügung.

### British Empire
Die Briten hatten an der Grenze zu Deutsch-Ostafrika zirka 4000 Mann in der Indian Expeditionary Force "C" zusammengefasst. Verstärkt wurde "Force C" von europäischen Freiwilligen, die in einer Einheit namens East Africa Mounted Rifles zusammengefasst waren.
Am 2. November setzte sich eine Infanterie-Brigade, bestehend aus 1500 britisch-indischen Soldaten aus der Punjab-Region, Richtung Longido in Marsch. Verstärkt war die Brigade durch eine Batterie Gebirgsgeschütze sowie Maxim-Maschinengewehre.

## Die Schlacht

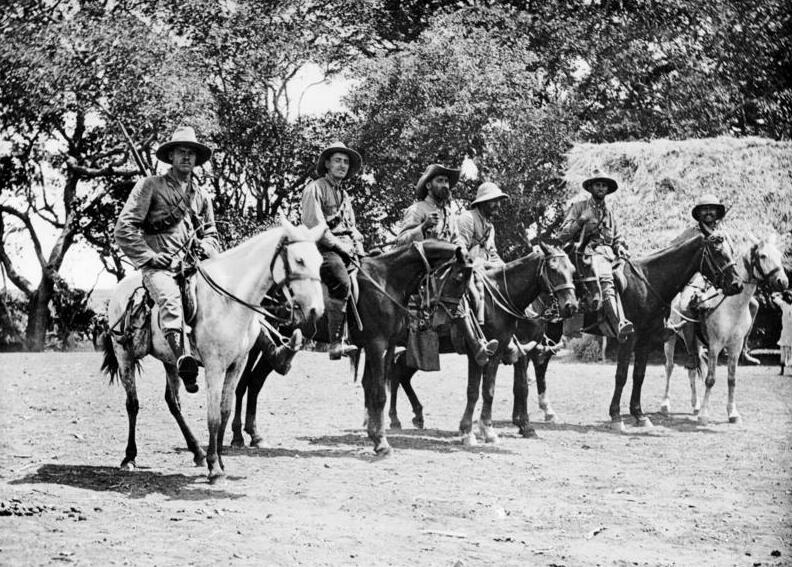
Berittene deutsche wehrpflichtige und freiwillige Siedler, die in sogenannten Schützenkompanien zusammengefasst wurden.

Im Morgengrauen des 3. November traten die Briten mit Infanterie, Geschützen und Maschinengewehren zum Angriff auf die deutschen Stellungen am nordöstlichen Rand des Mount Longido an. Drei Schwadronen der East Africa Mounted Rifles wurden auf die Rückseite des Berges geschickt, um den Deutschen den Fluchtweg abzuschneiden.
Major Kraut befahl, die erste Verteidigungslinie am Fuße des Berges zu verlassen und sich in höher gelegene Stellungen zurückzuziehen. Die Briten folgten den Deutschen, mussten jedoch beim Vorrücken auf Artilliere- und Maschinengewehr-Unterstützung verzichten, da diese in der dichten Vegetation nicht nachgeholt werden konnten. Der deutsche Beschuss aus erhöhter Position zwang die Briten und Inder zurückzuweichen. Deutsche und Askaris folgten den Briten, wurden jedoch ihrerseits erneut von britischem Artillerie- und Maschinengewehrfeuer eingedeckt. Die Verluste stiegen auf beiden Seiten.
Die Schlacht tobte den ganzen Tag und die Truppen kamen an den Rand der Erschöpfung. Wasser und Verpflegung wurden dringend benötigt.
Einer Abteilung der berittenen deutschen 8. Schützenkompanie war es hinter den britischen Linien gelungen, eine Versorgungskolonne zu überfallen. Zirka 100 Maultiere, hauptsächlich mit Wasser beladen, wurden auseinandergetrieben und gingen den Briten verloren.
Als die Dämmerung einsetzte, befahl Brigadier Stewart seinen Männern, sich vom Feind abzusetzen. Am nächsten Morgen zogen sich die britischen Truppen 60 km nach Britisch-Ostafrika zurück, ohne etwas erreicht zu haben.

## Folgen
Die Deutschen hatten 109 Tote und Verwundete zu beklagen, während die Briten 312 Tote, Verwundete und einige Gefangene verloren hatten. Die Offensive der Indian Expeditionary Force "C" war gescheitert; sie hatte gegen eine weniger als halb so große gegnerische Streitmacht verloren und die Niederlage nahm der britischen Führung den Enthusiasmus für weitere Offensivaktionen.
Major Kraut und seine Männer konnten sich auf ihrem Erfolg nicht ausruhen. Aus Tanga forderte Oberstleutnant Paul von Lettow-Vorbeck umgehend Verstärkung für die Abwehr des Angriffs der Indian Expeditionary Force B an. Unter Zurücklassung der Pferde in Neu Moschi wurde die 7. und 8. Schützenkompanie per Bahn nach Tanga verlegt und kam dort noch rechtzeitig zur Schlacht bei Tanga an.